# Inga cookii
Inga cookii är en ärtväxtart som beskrevs av Henri François Pittier. Inga cookii ingår i släktet Inga och familjen ärtväxter. Inga underarter finns listade i Catalogue of Life.